# Comunità Rotaliana-Königsberg

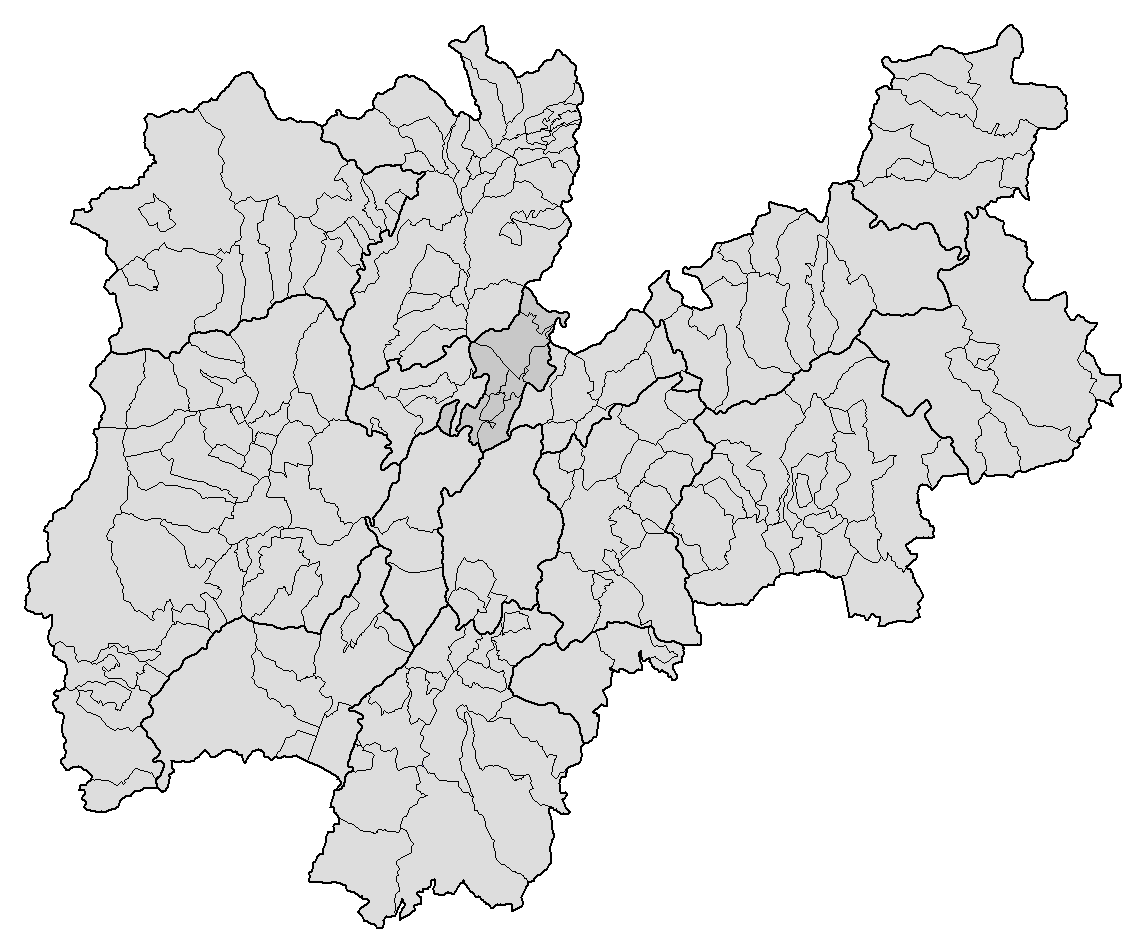
Lage der Comunità Rotaliana-Königsberg in der Autonomen Provinz Trient

Die Comunità Rotaliana-Königsberg (italienisch für Gemeinschaft Rotaliana-Königsberg) ist eine Talgemeinschaft der Autonomen Provinz Trient. Der Gemeindeverband hat seinen Verwaltungssitz in Mezzocorona.

## Lage
Die im Etschtal nördlich von Trient liegende Talgemeinschaft umfasst die Gemeinden in der sogenannten Piana Rotaliana und die daran angrenzenden Gemeinden im Etschtal. Sie grenzt im Nordosten an der Salurner Klause an die Südtiroler Bezirksgemeinschaft Überetsch-Unterland, im Osten an die Talgemeinschaft des Cembratals, im Westen an die Talgemeinschaft Paganella, im Norden an die des Nonstal und im Süden an das Stadtgebiet von Trient. Die Talgemeinschaft Rotaliana-Königsberg ist mit einer Gesamtfläche von 94,40 km² die flächenmäßig kleinste Talgemeinschaft der Autonomen Provinz Trient.

## Gemeinden der Comunità Rotaliana-Königsberg
Zur Talgemeinschaft  Rotaliana-Königsberg gehören folgende sechs Gemeinden:
| Wappen | Gemeinde              | Bevölkerung | Höhe  | Fläche | Lage |
| ------ | --------------------- | ----------- | ----- | ------ | ---- |
|        | Lavis                 | 9.152       | 238 m | 12,18  | ⊙    |
|        | Mezzocorona           | 5.505       | 215 m | 25,35  | ⊙    |
|        | Mezzolombardo         | 7.647       | 227 m | 13,88  | ⊙    |
|        | Roveré della Luna     | 1.637       | 251 m | 10,41  | ⊙    |
|        | San Michele all’Adige | 4.103       | 228 m | 16     | ⊙    |
|        | Terre d’Adige         | 3.099       | 207 m | 16,58  | ⊙    |

Bevölkerung (Stand 31. Dezember 2023)
Fläche in km²

## Schutzgebiete
In der Talgemeinschaft Rotaliana-Königsberg befinden sich zwei Natura 2000 Schutzgebiete.